# 拜玉凤
拜玉凤（1932年10月—），女，回族，青海湟中人，中华人民共和国政治人物，曾任甘肃省政协副主席，中国伊斯兰教协会常务委员，第八、九、十届全国政协委员。